# Pronúncia ortográfica
Uma pronúncia ortográfica é a pronúncia de uma palavra de acordo com a grafia dela, quando esta difere de um padrão de longa data ou de uma pronúncia tradicional.
Há evidência de que padrões ortográficos em sistemas alfabéticos tenham impacto na representação fonológica, uma vez que fornecem informação acerca dos sistemas sonoros os quais representam. As técnicas de leitura e de escrita exigem habilidades relacionadas a conhecimentos explícitos da estrutura sonora da fala, de modo que o treinamento metalinguístico específico providenciado pelo percurso da alfabetização tem efeitos no conhecimento fonológico do falante. De modo geral, casos de pronúncia ortográfica demonstram que a produção de palavras pode ser categoricamente formatada pela forma como são representadas na escrita, i.e., um som é substituído por outro.

## História

### Antiguidade
É difícil detectar exemplos de pronúncia ortográfica anteriores à alfabetização em massa, já que o fenômeno geralmente ocorre quando uma grande proporção de falantes se torna capaz de ler e escrever.

Um exemplo possível, embora longe de certo, na antiguidade é a palavra latina amphora (ânfora), importada do grego. O Appendix Probi, uma lista de erros de ortografia do século III ou IV d.C., contém a entrada:
amfora non ampora
O autor considerava a grafia "ampora" como um erro, sendo a grafia correta "amfora". Isso sugere que a pronúncia com /p/ era corrente na época. Tal pronúncia pode ter sido uma pronúncia ortográfica, já que "amphora" era uma palavra importada do grego, e naquela época a palavra grega provavelmente era pronunciada como uma fricativa semelhante a /f/. Permanece, no entanto, a possibilidade de que a pronúncia latina com /p/ fosse um vestígio conservador da pronúncia grega anterior como uma oclusiva aspirada /ph/, o que faz com que este não seja um exemplo perfeito.

### Era Moderna
Henry Watson Fowler (1858–1933) relatou que, em sua época, havia um movimento consciente entre professores e outros encorajando as pessoas a abandonar pronúncias tradicionais anômalas e a falar como se escreve. De acordo com os principais estudiosos do inglês moderno inicial (Dobson, Wyld et al.), no século XVII, já estava começando uma tendência intelectual na Inglaterra de pronunciar como se escreve. Isso pressupõe um sistema de ortografia padrão, que estava apenas começando a se formar na época. Da mesma forma, um grande número de correções se espalhou lentamente dos estudiosos para o público em geral na França, começando há vários séculos.

## Ocorrência, prevalência e causas
Um número grande de pronúncias ortográficas facilmente perceptíveis ocorre apenas em línguas como o francês e o inglês, nas quais a ortografia tende a não indicar a pronúncia atual. Como todas as línguas têm pelo menos algumas palavras que não são escritas como pronunciadas, as pronúncias ortográficas podem surgir em todas as línguas. Isso é, claro, especialmente verdadeiro para pessoas que são ensinadas apenas a ler e escrever e que não são ensinadas quando a ortografia indica uma pronúncia desatualizada (ou etimologicamente incorreta). Em outras palavras, quando muitas pessoas não entendem claramente de onde veio a ortografia e o que ela é (uma ferramenta para registrar a fala, não o contrário), as pronúncias ortográficas são comuns. 
Por outro lado, as pronúncias ortográficas também são evidências dos efeitos recíprocos da linguagem falada e escrita uma sobre a outra. Muitas grafias representam formas mais antigas e pronúncias mais antigas correspondentes. Algumas grafias, no entanto, não são etimologicamente corretas. 
Os falantes de uma língua frequentemente privilegiam a grafia das palavras em detrimento da pronúncia comum, levando a uma preferência ou prestígio pela pronúncia ortográfica, com a língua escrita afetando e mudando a língua falada. Podem então surgir pronúncias semelhantes a pronúncias mais antigas ou que podem até ser pronúncias completamente novas que são sugeridas pela grafia, mas nunca ocorreram antes.
Se a grafia de uma palavra foi padronizada antes das mudanças sonoras que produziram a pronúncia tradicional dela, a pronúncia ortográfica pode refletir uma pronúncia ainda mais antiga. É o caso de muitas palavras inglesas com letras silenciosas (por exemplo, often), embora não todas, letras silenciosas são por vezes adicionadas por razões etimológicas, para reflectir a grafia de uma palavra na língua de origem dela (por exemplo, victual, rimando com little, mas derivado do latim tardio victualia). Algumas letras silenciosas foram acrescentadas com base em etimologias errôneas, como nos casos das palavras inglesas island e scythe. Casos de pseudoetimologia não são comuns em português.

### Possíveis críticas
Há línguas em que pronúncias ortográficas são frequentemente desencorajadas prescritivamente e percebidas como incorretas em comparação com a pronúncia tradicionalmente aceita e geralmente mais difundida. Se uma pronúncia ortográfica persistir e se tornar mais comum, ela poderá eventualmente juntar-se à forma existente como uma variante padrão, ou mesmo tornar-se a pronúncia dominante.

## Exemplos

### Espanhol
Por se tratar de uma língua que possui um alto grau de transparência ortográfica, os casos de pronúncia ortográfica em espanhol geralmente se dão não em palavras nativas, mas sim em palavras importadas de outras línguas. 
- O ch em algumas palavras alemãs é pronunciado /t͡ʃ/ ou /ʃ/, em vez de /x/. Bach é pronunciado [bax], e Kuchen é [ˈkuxen], mas Rorschach é [ˈrorʃaʃ], em vez de [ˈrorʃax], Mach é [maʃ] ou [mat͡ʃ], e Kirchner é [ˈkirʃner] ou [ˈkirt͡ʃner].
- Em palavras importadas do inglês, temos o caso de club sendo pronunciada [klub], iceberg sendo pronunciada [iθeˈβer] na Espanha (nas Américas é pronunciado [ˈajsbɚɡ]),[11] e folclor e folclore como traduções de floklore, pronunciado [folˈklor] e [folˈkloɾe].[12][13]
- O acento agudo na palavra francesa élite é tomado como uma marca de tonicidade em espanhol, e a palavra é pronunciada [ˈelite].[14]

### Finlandês
- No finlandês padrão, o som /d/ se desenvolveu como uma pronúncia ortográfica para a letra d, embora originalmente representasse um som /ð/. Da mesma forma, /ts/ em palavras como metsä (floresta) é uma pronúncia ortográfica de tz usada na ortografia anterior a 1770, que originalmente representava um som /θ/ longo. As fricativas dentais tornaram-se raras na década de 1700, quando as pronúncias padrão começaram a se desenvolver nas formas atuais delas, que se tornaram oficiais na década de 1800. O som /d/, no entanto, não está presente na maioria dos dialetos e é geralmente substituído por um /r/ , /l/ ou simplesmente eliminado (por exemplo, lähde "fonte de água" pode ser pronunciado como lähre, lähle ou lähe ). O /ts/ padrão é frequentemente substituído por /tt/ ou /ht/ ( mettä, mehtä).[15][16]

### Francês
- Palavras terminadas em -il, como péril (perigo), agora são pronunciadas com um som l final /pe.ʁil/, mas originalmente esta grafia representava um l silencioso: /pe.ʁi(j)/.[17]
- A pronúncia moderna do autor francês do século XVI Montaigne como [mɔ̃tɛɲ], em vez do contemporâneo [mɔ̃taɲ], é uma pronúncia ortográfica.
- A ligadura œ pode ser pronunciada [e], [ɛ] ou [ø], dependendo das letras que a seguem.[18] Porém, há uma tendência moderna de muitos falantes em uniformizar a pronúncia como [ø] em todos os casos.

### Inglês
A ortografia inglesa é conhecida por ter um alto grau de opacidade, o que historicamente levou muitos falantes a adequar mais a pronúncia de algumas palavras a como elas são escritas, tornando-as mais regulares. Esse processo também teve grande influência no processo de padronização dialetal da língua.
- O substantivo kiln (forno) era originalmente pronunciado kil com o n silencioso, como é referenciado no Dicionário Webster de 1828.[20] Do English Words as Spoken and Written for Upper Grades por James A. Bowen 1900: "The digraph ln, n silent, occurs in kiln. A fall down the kiln can kill you."[21] Traduzindo: "O dígrafo ln, n silencioso, ocorre em kiln. Uma queda no kiln pode matar você."
- O sobrenome de Sir George Everest é pronunciado /ˈiːvɹɪst/.[22] A montanha que leva o nome dele – o Monte Everest – é geralmente pronunciada /ˈɛvəɹɪst/.[23]
- As palavras Arctic, Antarctic, e Antarctica, (respectivamente Ártico, Antártico/a e Antártida) foram originalmente pronunciadas sem o primeiro /k/, mas a pronúncia ortográfica tornou-se muito comum. O primeiro c foi originalmente adicionado à grafia por razões etimológicas e foi então mal interpretado como não sendo silencioso.[24]
- O substantivo hotel, originalmente pronunciado /oʊˈtɛl/ por causa da pronúncia do francês hôtel, agora é geralmente pronunciado /hoʊˈtɛl/ com um h audível.[25] No entanto, maître d'hôtel é pronunciado /ˌmeɪtrədoʊˈtɛl/.[26]
- O substantivo herb (erva), uma palavra com origem no francês antigo, é geralmente pronunciada com h silencioso nos Estados Unidos. O mesmo acontecia no Reino Unido até o século XIX, quando foi adotada uma pronúncia ortográfica, com h audível.[27]

- O nome Ralph é tradicionalmente pronunciado na Inglaterra como /ɹeɪf/ - assim é pronunciado, por exemplo, Ralph Fiennes ou Ralph Vaughan Williams - mas hoje a pronúncia ortográfica /ɹælf/ é  mais comum.[28]
- Alguns nomes originalmente escoceses que hoje são escritos com -z- também são frequentemente pronunciados com /z/. Originalmente, no entanto, este ⟨z⟩ representa um yogh, uma forma mais antiga de g, como em ⟨Menȝies⟩, tornando nomes como Mackenzie e Menzies tradicionalmente pronunciados MacKengyee /məˈkɛŋjiː/ e Mingiz /ˈmɪŋɪz/ respectivamente.[29]
- A palavra often ("frequentemente") perdeu o som [t] dela na pronúncia no século XVI passou a ser pronunciado como se fosse escrita offen /ˈɔfən/, mas hoje é lida por muitos com som [t]. Compare, por exemplo, a pronúncia de soften /ˈsɔfən/ e listen /ˈlɪsən/ sem o som [t] e onde a pronúncia ortográfica geralmente não ocorre.[30]

### Italiano
- Em italiano, algumas das primeiras palavras importadas do inglês são pronunciadas de acordo com as regras de ortografia italianas, como water ("vaso sanitário", do inglês water (closet)), pronunciada [ˈvater], e tramway, pronunciada [tranˈvai].[31]
- A palavra italiana ovest ("oeste") vem de uma pronúncia ortográfica do francês ouest (que, por sua vez, é uma transcrição fonética do inglês west); esse caso específico de pronúncia ortográfica deve ter ocorrido antes do século XVI, quando as letras u e v ainda eram indistintas.[32]

### Mandarim
A língua chinesa tem um fenômeno semelhante chamado youbian dubian, onde caracteres desconhecidos podem ser lidos com a pronúncia de caracteres semelhantes que apresentam o mesmo componente fonético.
- O caractere 町 raramente é usado em chinês, mas é frequentemente usado em topônimos japoneses (onde é pronunciado chō). Quando lido em chinês mandarim, passou a ser pronunciado dīng [tiŋ˥] (como em 西門町, romanizado Ximending, um distrito em Taipei cujo nome foi dado durante a ocupação japonesa) em analogia com o caractere 丁 (também pronunciado dīng), embora o reflexo etimológico esperado dele seja tǐng [tʰiŋ˨˩˦].

### Neerlandês
- O -n final de uma palavra, seja ela um verbo, um plural ou qualquer outra, não precisa ser pronunciado se precedido por uma vogal xevá [ə]. Sob influência da ortografia, às vezes há uma tendência a pronunciar todas as desinências -n.[35]
- Os numerais veertig, vijftig, zestig e zeventig (respectivamente quarenta, cinquenta, sessenta e setenta) devem pronunciados como se fossem escritos feertig, fijftig, sestig e seventig. Porém, por influência da grafia, há falantes que os pronunciam com os fonemas [z] e [v], de forma mais consistente com como se escreve.[36]
- A palavra parfum, importada do francês que quer dizer perfume, é pronunciada nos Países Baixos com o m final audível. Na Bélgica, porém, a pronúncia com a vogal nasal francesa é preferida.[37]

### Português
- Um caso marcante de pronúncia ortográfica (se não iniciada, pelo menos fixada pela ortografia) em português é o da letra M nas palavras uma, alguma e nenhuma, que originalmente formava um dígrafo com a letra U para representar a vogal nasal /ũ/ tal qual ocorre nas formas masculinas um, algum e nenhum, mas depois passou a ser pronunciada como a consoante /m/ em grande parte dos dialetos, embora alguns ainda mantenham a pronúncia original.

- No português lusitano, alguns falantes pronunciam o p da palavra Egipto, mesmo que ele seja originalmente silencioso.[38][39]

### Sueco
- Muitas palavras suecas com os encontros -ts- e -ds- tiveram uma pronúncia assimilada como -ss-, mas hoje às vezes são pronunciadas com um som de t ou d audível, por exemplo matsäck, midsommar, skjuts, Vadstena, låtsas. Em alguns casos, a pronúncia com -ss- é menos comum hoje, por exemplo em båtsman, båtshake, plats, trots, mas Bellman rima, por exemplo, trotsar com blossar em Fredmans epistel n:o 39.[40]
- As palavras kyrka (igreja) e byxor (calças) costumavam ser pronunciadas anteriormente com som vocálico [ø], como se fossem escritas körka e böxer, mas a pronúncia ortográfica com o som vocálico [y] é agora a mais comum.[41][42]
- Nas palavras gästgiveri, västgöte e östgöte (respectivamente pousada, visigodo e ostrogodo), bem como em formas relacionadas (gästgivare, västgötsk etc.), as letras -stg- passaram a ser pronunciada juntas representando o único som [ɧ] (mesmo som representado pelo stj- em stjärna), mas hoje elas são frequentemente pronunciadas separadas representando os três sons diferentes [stj]: gäst-jiveri, väst-jöte etc.[43][44][45]
- Em várias palavras importadas do francês que continham a letra E, esta era originalmente pronunciada com o som vocálico ä [ɛː], que não era escrito, por exemplo problem, system, chef, bohem, como probläm, etc. Hoje, esta vogal ä [ɛː] está perdendo terreno em favor da vogal e [eː], que é mais consistente com as convenções ortográficas da língua sueca.[46] Ingvar Carlsson, por exemplo, era conhecido por usar a vogal [ɛː] em palavras como problem e system.[47]